# Unlimited Detail
Unlimited Detail (с англ. — «Неограниченная детализация») — программная технология в трёхмерной компьютерной графике, предназначенная для хранения и рендеринга виртуальной трёхмерной сцены посредством облака точек (англ. point cloud) в режиме реального времени. Технология «Unlimited Detail» разрабатывается австралийской компанией Euclideon с 2004 года, выход SDK планировался осенью 2011 года. Основными разработчиками являются Брюс Роберт Делл и Грег Дуглас.
Вместо SDK для игр компания в итоге выпустила софт для GIS, обеспечивающей фантастическую производительность в работе с данными, получаемыми с лазерных сканировщиков. Демо их географической системы подтвердило реальность технологии.
Основные технологические аспекты «Unlimited Detail» на август 2011 года публично не известны, однако разработчики заявляют, что их технология позволяет отображать на сцене неограниченное количество объектов с очень высокой детализацией без существенной потери производительности. «Unlimited Detail» ставится в противовес полигональной графике, детализация моделей в которой существенно ограничена размером и количеством полигонов. Утверждается, что алгоритм «Unlimited Detail» работает по принципу поискового алгоритма, который определяет направление «взгляда» виртуальной камеры (порта просмотра) и ищет лишь те точки, которые должны быть отрисованы. Точки, также называемые разработчиками атомами, по своей концепции схожи с вокселами и имеют объём 1/64 мм³ (1/4 мм в длину). Разработчики имеют конвертеры, которые позволяют трансформировать полигональные модели в облака точек.
Разработчиками заявляется, что «Unlimited Detail» обладает уникальной инновационностью, которая истекает из того, что технология предоставляет нестандартный подход к представлению графических объектов и их трёхмерному рендерингу и позволяет в реальном времени выводить намного более качественные и детализированные структуры, избавившись от ключевых ограничений полигональных технологий и технологии растеризации. Согласно Euclideon, данная технология предоставит в 100 тыс. раз лучшую графику, чем могут предложить современные компьютерные игры и другие приложения, оперирующие графикой реального времени. «Unlimited Detail» позиционируется как наибольший прорыв в трёхмерной компьютерной графики со времени её становления. Кроме того, «Unlimited Detail» работает исключительно на центральном процессоре и не задействует графический процессор в своих вычислениях.

## Описание технологии
Основной отличительной особенностью технологии «Unlimited Detail» является способ хранения и предоставления всех объектов сцены — в отличие от доминирующего в компьютерной графике полигонального способа, здесь используются облака точек (англ. point cloud). Облака точек по своей сути схожи с вокселями, однако имеют несколько важных отличий. Облака точек, как и полигоны, предназначены лишь для моделирования поверхностей, но не «внутренностей» трёхмерных объектов, как воксели. Вторым отличием является то, что каждая точка в облаке, как и полигон, содержит информацию о своих пространственных координатах, а воксели не содержат своих координатных данных.
В «Unlimited Detail» используется не-растеризационный метод освещения, однако на август 2011 года разработчики его не описали.
Суть чрезвычайно эффективной работы «Unlimited Detail», по словам её разработчиков, заключается в том, что для отрисовки сцены им не нужно загружать, обрабатывать и выводить все объекты, попавшие в поле зрения порта просмотра. На экран выводятся лишь те точки, которые в данный момент времени может увидеть пользователь, и размер одной точки равняется размеру одного пикселя на экране. К примеру, при разрешении экрана в 1024 × 768 пикселей необходимо вывести 786432 пикселей, а значит, точно такое же количество точек. Однако нужно знать, какие именно точки следует выводить, и эту задачу призван решить специальный алгоритм «Unlimited Detail», который, по заявлениям разработчиков, по своей сути очень похож на поисковые алгоритмы. В процессе выбора точек алгоритм определяет направление виртуальной камеры, перекрывание одних объектов другими, определение ближайших к камере объектов, размера объектов. Утверждается, что алгоритм поиска точек выбирает только те точки, которые будут отображены на экране, и «отбрасывает» все остальные, и при этом скорость выборки такова, что возможно создавать плавные анимации. Этот алгоритм назван разработчиками «mass connected processing» (рус. Обработка связанных массивов).
В «Unlimited Detail» все данные сцены, все объекты сохраняются в сжатом виде. Более того, по заявлениям Брюса Делла, их алгоритм позволяет обрабатывать эти данные в сжатом виде, не распаковывая. Благодаря этому достигается экономия используемой оперативной памяти. Брюс Делл заявил, что если сравнить два идентичных объекта, один из которых представлен в традиционном полигональном формате, а второй — при помощи облака точек, то размер второго объекта будет лишь около 8% от размера первого.
Согласно заявлениям разработчиков, нет ограничений на размеры и масштабы самой трёхмерной сцены (уровня). Т.е., в отличие от полигональной графики, производительность рендеринга не падает при увеличении детализации и размера сцены. Единственным фактором, снижающим производительность «Unlimited Detail», является разрешение экрана — чем больше разрешение, тем больше точек требуется найти алгоритму, тем больше времени тратится на формирование одного кадра.
Технология «Unlimited Detail» не использует мощности графических процессоров (англ. GPU) и работает исключительно на центральных процессорах (англ. CPU).
Утверждается, что «Unlimited Detail» поддерживает анимацию, а также изменяемые и разрушаемые структуры. В марте 2008 года Брюс Делл в интервью сайту tkarena сообщил, что, хотя это и было сложно, его компания добилась реализации анимации такого качества, какое присутствует в полигональных объектах. Геометрия будет полностью изменяемой, причём изменения будут производиться на точечном (атомарном) уровне и останутся постоянными. «Отпечатки ног на песке не будут запечатанными в текстуру, а будут представлять собой реальное изменение геометрии уровня и они останутся, а не исчезнут через 30 секунд», — заявил в интервью Делл.
Заявлена поддержка статического и динамического освещения. Вместе с тем, в марте 2008 года Делл сообщил, что имеется возможность использовать лишь один динамический источник света. Тем не менее, он заявил, что существует теоретическая возможность переработать «Unlimited Detail» таким образом, чтобы поддерживать неограниченное количество динамических источников света.
Согласно заявлениям разработчиков, у них имеется в наличии набор конвертеров, позволяющих преобразовывать полигональные модели в облака точек. Эти конвертеры выполнены в виде плагинов к 3DS Max, Maya и другим программам трёхмерного моделирования. Таким образом, предполагается, что пользователи «Unlimited Detail» будут использовать «классические» инструменты для создания контента, а потом конвертировать уже готовый полигональный контент в облака точек.

### SDK
Согласно интервью, данному Брюсом Деллом в мае 2010 года, комплект разработки «Unlimited Detail» (SDK) будет иметь следующие особенности:
- Собственно графический движок «Unlimited Detail».
- Импортирование данных в формат «Unlimited Detail» из разных источников, среди которых файловые форматы популярных трёхмерный редакторов и 3D-сканеров.
- Документация и демонстрационные примеры в разных направлениях, включая горное дело, медицину, архитектуру, игры и фильмы.

## История
Работа над технологией «Unlimited Detail» началась в ограниченном режиме не позже 2004 года силами нескольких энтузиастов из Австралии, основным её разработчиком является Брюс Роберт Делл (англ. Bruce Robert Dell).
Первая версия «Unlimited Detail» была предложена к использованию в компьютерной игре «Rome: Total War», которая была разработана Creative Assembly и вышла в сентябре 2004 года. Однако в итоге использование «Unlimited Detail» в игре было отклонено.
19 марта 2008 года сайт TKArena опубликовал интервью с Брюсом Деллом, в котором последний подробно рассказал об особенностях «Unlimited Detail».
В начале марта 2010 года произошел всплеск публикаций касательно «Unlimited Detail», её разработчики опубликовали несколько видеопрезентаций, множество скриншотов и дали интервью. Разработчики заявили, что демонстрационные сцены состояли из приблизительно 8 миллиардов точек, отрисовывались в реальном времени со скоростью 25 кадров в секунду на одном ядре центрального процессора. Некоторые журналисты скептически отнеслись к данным видеодемонстрациям, поскольку на них были представлены только статические сцены безо всякой анимации, плохая система освещения без динамических источников света и тени, ярко выраженная зернистость изображения и т.д. Были высказаны предположения, что технология «Unlimited Detail» эффективна лишь в задачах построения и вывода «чистой» геометрии сцены, и не сможет предложить эффективные альтернативные подходы в других областях компьютерной графики.
Также в начале 2010 года Правительство Австралии выделило стартапу Брюса Делла грант в размере около 2 млн. австралийских долларов (около 2,2 млн. долларов США по курсу того времени)
В мае 2010 года, благодаря гранту от правительства, Брюс Деллн основал частную компанию Euclideon Pty Ltd, которая базируется в городе Брисбен (административный центр штата Квинсленд) и основной целью которой является дальнейшая работа над «Unlimited Detail». На этот момент в компании работало девять сотрудников, и было заявлено, что через некоторое время штат компании будет расширяться.
В конце августа 2010 года в интервью журналу Atomic MPC Брюс Делл сообщил, что его компания вместе с другой австралийской компанией Auran, специализирующейся на разработке игр, активно работают над SDK, предназначенного для коммерческого релиза. При этом запланированная дата выпуска названа не была.

### Демонстрация 1 августа
1 августа 2011 года Euclideon опубликовала новое видео, демонстрирующее «Unlimited Detail», в своём профиле на сайте YouTube, которое тут же было замечено и освещено многими игровыми ресурсами. В видео Брюс Делл отметил, что за год с момента последней демонстрации разработчики значительно продвинулись вперёд в плане доработки «Unlimited Detail», однако отметил, что разработка ещё не завершена и продолжается.
В демонстрации сначала были представлены прошлогодние (2010 год) наработки, а потом новые наработки, на основе которых был показан прогресс технологии за последний год. В качестве новых материалов был показан смоделированный при помощи облака точек виртуальный остров площадью в 1 км², который в изначальном состоянии содержал 21062352435000 (21 триллион; 1 триллион = миллион миллионов) полигонов. Потом все полигональные структуры были переконвертированы в облака точек, причём одна точка имела объём 1/64 мм³ или 1/4 мм в длину. Результирующая сцена — остров с ландшафтом, деревьями, травой, камнями и прочими структурами, — и была показана на демонстрации.
В конце демонстрации Делл сообщил, что SDK для разработчиков появится осенью 2011 года, а также то, что работы над совершенствованием технологии продолжаются, и основным направлением, над которым теперь сосредоточатся разработчики, является система освещения, которая в представленной демонстрации смотрится довольно блекло и плоско.

## Обзоры, отзывы и критика

### Отзыв Джона Кармака
Джон Кармак, известный американский программист и разработчик игровых движков, в ответ на августовскую демонстрацию «Unlimited Detail» написал в своём блоге в Твиттере, что создание игры, основанной на этой технологии, невозможно на современном (седьмом) поколении игровых консолей и конфигурациях ПК. Кармак отметил, что, возможно, через несколько лет подобные технологии и станут использоваться в компьютерных играх, однако для этого их разработчикам придётся решить много трудностей.

### Отзыв Маркуса Перссона и полемика вокруг него

#### Первоначальное сообщение
Маркус Перссон aka Notch, создатель компьютерной игры Minecraft и основатель компании Mojang AB, 2 августа в своём блоге опубликовал разгромную рецензию на «Unlimited Detail» под заголовком «It’s a scam!» (рус. Это обман!). В этой рецензии Перссон изложил свои аргументы, почему «Unlimited Detail» не может быть реальной. По мнению Персонна, Euclideon создала и «раскручивает» фальшивую презентацию, которая не соответствует их утверждениям и основная цель которой — привлечение инвестиций и венчурного капитала.
Согласно аргументации Перссона, Euclideon, возможно, создала воксельный рендерер, который использует Sparse Voxel Octree. Если предположить, что остров, показанный на демонстрации, имеет площадь в 1 км² и различие между самой высокой и самой низкой точкой на острове составляет 8 метров, то тогда весь объём острова составляет 0,008 км³. Далее, если принять, что один «3D-атом» (точка, воксел) является 1/64-частью 1 мм³, то тогда для моделирования острова требуется 512000000000000000 (512 квадриллионов) таких атомов. Если предположить, что для представления одного атома нужен один байт, то тогда для хранения всего острова нужно 512 петабайт данных, которые вместятся на приблизительно 170000 трёх-терабайтных жестких дисках. В реальности, заявляет Перссон, вряд ли одного байта хватит, чтобы закодировать один атом, и вряд ли разница высот не превышает восемь метров, поэтому размер данных, которые необходимо создать, сохранить, обрабатывать и отрисовывать, выше подсчитанного числа.
Одним из объяснений подобной дилеммы Перссон видит то, что на демонстрации острова было показано очень много идентичных структур с идентичными размерами — одинаковые деревья, трава, статуи и т.д. Технология Sparse Voxel Octree позволяет эффективным образом обработать множество одинаковых объектов, существенно сократив количество данных и повысив производительность их обработки. Это объясняет огромный набор данных на демонстрации, но это же является ключевой слабостью «Unlimited Detail» — она не может обрабатывать разнообразные объекты, а лишь несколько идентичных структур.
Следующим ключевым недостатком Перссон называет непроработанность взаимодействия анимации в сочетаниями с вокселами. Действительно, на презентации «Unlimited Detail» были показаны только статичные сцены и объекты. Перссон замечает, что в настоящее время не существует эффективных алгоритмов анимации вокселей, классические модели, типа скелетной сетки (англ. skeletal mesh), не работают, и единственным подходом является анимация посредством ключевых кадров, однако её создание является очень трудоёмким и требует большого количества данных. В конце концов, даже при таком подходе анимация гуманоидных персонажей будет проигрывать по качеству традиционным подходам, основанным на скелетной модели.
В итоге, Перссон отмечает, что под личиной «Unlimited Detail» скрываются давно созданные технологии, однако Euclideon выдаёт свою технологию за новшескую и скрывает её очевидные недостатки. Также Перссон назвал Брюса Делла «торговцем воздухом» (англ. Snake Oil Salesman).

#### Ответ Брюса Делла
3 августа 2011 года, на следующий день после рецензии Перссона, авторитетный блог Kotaku взял интервью с Брюсом Деллом под названием «Infinite Detail And Euclideon: The Elephants In The Room» (рус. Бесконечная детализация и Euclideon: Слоны в комнате), в котором попросил его дать отзыв на рецензию Перссона. Делл заявил, что «Unlimited Detail» ещё не завершена, поэтому любые её оценки на данном этапе не верны. В ответ на утверждение Перссона о фальшивой сути «Unlimited Detail» Делл заявил, что если бы это была фальшивка, то правительство Австралии, предоставившее грант на 2 млн. австралийских долларов, а также другие контролирующие структуры заметили бы данный обман. Делл заявил, что после публикации видеодемонстрации его технология и компания получила множество негативных отзывов и сомнений, однако рецензия Перссона была самой едкой и злой.
Касательно анимации, на трудность реализации которой указывал Перссон, Делл ответил, что «мы имеем анимацию», однако признал, что работа над ней ещё не закончена и разработчики «собираются сделать ещё очень много работы в этой области». Делл заявил, что они продемонстрируют анимацию «Unlimited Detail» только тогда, когда она будет полностью законченной.

#### Отзыв Джона Кармака
Рецензию Перссона также прокомментировал Джон Кармак, который заявил, что он не опровергает ни одно из утверждений Перссона. Он заявил, что сам неоднократно работал над воксельными движками, использующими трассировку лучей (речь идёт о id Tech 6), и считает этот подход доминантным в близком будущем. Далее, согласно Кармаку, возможность создать статичный неинтерактивный воксельный мир с трассировкой лучей возможно уже сейчас в виде технологической демонстрации, однако должно пройти около пяти лет, чтобы эти технологии стали использоваться в компьютерных играх. Кармак описал своё решение проблемы с анимацией в воксельных сценах, применённое в id Tech 6: воксели и трассировка лучей применяются лишь к статичным структурам на сцене, типа ландшафта и строений, а все двигающиеся объекты, типа транспорта, персонажей и мелких объектов, выполнены при помощи классических полигонов и растеризации.

#### Вторая статья Маркуса Перссона
3 августа 2011 года Маркус Перссон опубликовал в своём блоге статью «“But Notch, it’s NOT a scam!”» (рус. „Нотч, это НЕ обман!“), в которой заявил, что написать эту статью его побудило большое количество разнообразных отзывов на оригинальную статью. Вторая статья представляет собой более развёрнутую, чёткую, аргументированную и структуризированную версию первой: Перссон приводит дополнительные аргументы и признаёт некоторые свои ошибки в первой статье.
Перссон объясняет, почему он считает, что «Unlimited Detail» использует именно воксели, а не облака точек: вокселы не содержат информацию о своих координатах, а облака точек содержат. Перссон обращает внимание на то, что все объекты в демонстрации развёрнуты в одну сторону, что свидетельствует о проблемах «Unlimited Detail» в плане произвольного вращения тел. Также Перссон акцентирует внимание на том, что фактически в демонстрации были показаны лишь несколько идентичных объектов, из чего делает вывод, что вся сцена построена из идентичных блоков и «Unlimited Detail» неспособна обеспечить истинно уникальную и разнообразную геометрию.
Касательно оценки размеров занимаемых данных Перссон утверждает, что его расчёты были более оптимистичными, нежели должны были быть: в реальности на один воксел надо потратить минимум 24 бита (3 байта) на кодирование цвета и ещё минимум 8 бит (1 байт) на вектор нормали. Но даже если предположить, что изначальный размер в 512 петабайт удалось уменьшить в 100 раз, то в итоге всё равно получится нереально большой объём данных.
Перссон «снял» свои аргументы и признал свою ошибку касательно анимации, так как получил ссылки на работы, где демонстрировалась полноценная анимация воксельных персонажей.
Однако, в итоге, Маркус Перссон остался на своих позициях и подтвердил своё мнение о том, что «Unlimited Detail» является обманом и фальшивкой. В качестве аргументации он привёл следующие свои размышления:
- Euclideon выдаёт свою технологию как инновацию, прорыв в компьютерной графике, тогда как использует давно известные и проработанные подходы и методики.
- Euclideon умышленно избегает демонстрации известных недостатков типа неповторяющейся архитектуры и неодинаково ориентированных объектов, анимации и динамического освещения и таким образом пытается скрыть врождённые недостатки своей технологии, активно демонстрируя лишь её преимущества.
- Разработчики используют новую терминологию и дают множество лестных отзывов о ней, а также делают много непроверяемых утверждений.
- Разработчики утверждают, что в основе «Unlimited Detail» лежит поисковый алгоритм, однако использование этого термина некорректно. Sparse Voxel Octree уже является поисковым алгоритмом для обеспечения очень быстрого рейкастинга в воксельном пространстве.

В заключение Перссон говорит, что воксели, рейкастинг и трассировка лучей являются вполне реальными и перспективными технологиями в будущем, когда мощности компьютеров увеличатся. И он хочет поблагодарить инженеров Euclideon за их превосходную работу, однако просит маркетинговый отдел компании перестать врать.

### Общие замечания
Некоторые журналисты обращают внимание общественности на то, что, по утверждениям Euclideon, «Unlimited Detail» работает исключительно на центральном процессоре и не требует никаких дополнительных средств типа графических процессоров. Это идёт вразрез с производителями графических процессоров и видеокарт, которые вкладывают огромные средства в постоянную разработку и совершенствование своей продукции. Журналисты высказывают мнение, что крупным графическим компаниям типа nVidia и AMD как минимум невыгодна поддержка и развитие «Unlimited Detail».
Также обозреватели отметили, что полигональная графика имеет абсолютное доминирование в текущей индустрии компьютерной графики. И любая не-полигональная технология столкнётся с проблемами несовместимости и отсутствии инфраструктуры — все инструменты моделирования и конвейер создания контента «заточены» под полигоны. Разработка компьютерных игр является достаточно дорогой деятельностью, и журналистами заявляется, что она не будет готова к таким радикальным переменам.
Журналисты блога Kotaku в начале августа 2011 года нашли разработчика из неназываемой австралийской компании, которая занимается физическими движками и которая имела контракт с Euclideon в прошлом. Согласно интервью с этим разработчиком, его компания разорвала контракт с Euclideon и отказалась её финансировать, ссылаясь на технические проблемы «Unlimited Detail»: плохая работа с памятью, особенно при анимациях. Согласно ему, все живые демонстрации «Unlimited Detail», которые предоставляла Euclideon, имели плохое художественное наполнение и ассеты, и поэтому было трудно определить, насколько аппаратно интенсивной является технология в реальных задачах.
Журналисты Atomic MPC заявили, что если «Unlimited Detail» выйдет таким, как заявляется, то по степени инновационности его воздействие на индустрию будет таким же, как воздействие облачных игр.
Представитель nVidia Кен Браун (англ. Ken Brown) в интервью журналу Wired, которое он дал в апреле 2010 года, в ответ на просьбу прокомментировать «Unlimited Detail» заявил, что воксели являются менее точными, нежели полигоны. Они могут обрабатываться на менее мощных компьютерах, однако они не могут предложить такой же уровень качества, как трассировка лучей и растеризация. «Если вы посмотрите на скриншоты „Unlimited Detail“, то увидите, что качество изображений на них не выглядит реалистично», — заявил он. Кроме этого, по его мнению, вокруг любой технологии рендеринга должна быть создана инфраструктура, включая SDK, инструменты и драйверы, которые создаются людьми из многих компаний. В целом, согласно Брауну, nVidia относится к «Unlimited Detail» скептически.
Джон Педди, глава аналитической компании John Peddie Research, в этом же интервью Wired сообщил, что, даже если технология «Unlimited Detail» окажется жизнеспособной, пройдут годы, прежде чем программисты начнут использовать её. Кроме этого, он отметил, что многие компании, включая Microsoft и HP, имеют патенты в области вокселей, и Euclideon следует убедиться, что их решения не нарушают чьи-то патенты.

## Внешние ссылки
Официальные ресурсы
- unlimiteddetailtechnology.com (англ.) — официальный сайт Unlimited Detail Technology
- euclideon.com (англ.) — официальный сайт компании Euclideon — владельца и разработчика технологии
- Видеоканал компании Euclideon на YouTube